# Bauhaus-Galan

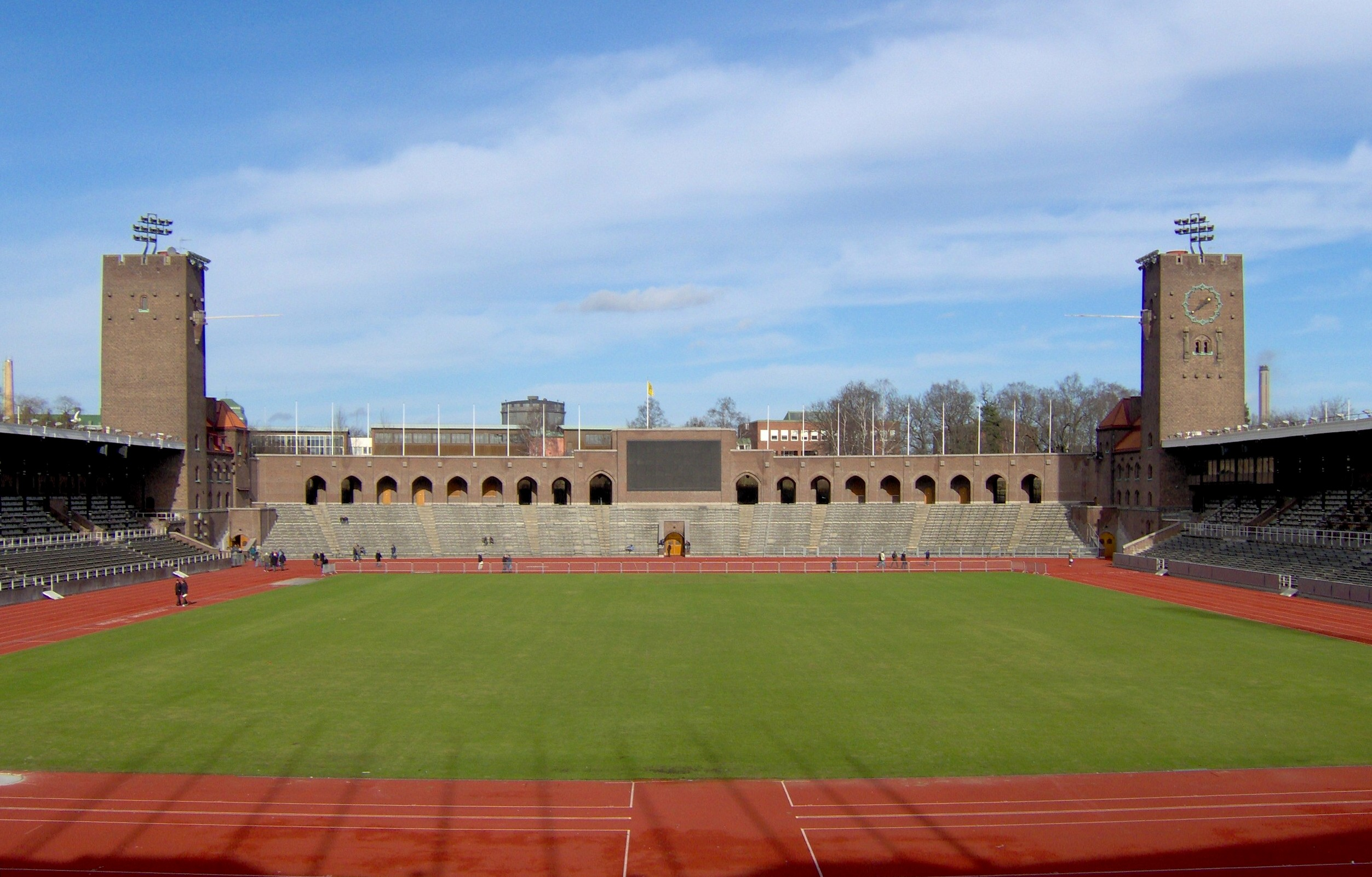
Stadion w Sztokholmie

Bauhaus-Galan – mityng lekkoatletyczny rozgrywany od 1967 w Sztokholmie, do 2014 pod nazwą DN Galan. Począwszy od sezonu 2010 roku zawody znajdują się w kalendarzu Diamentowej Ligi. Dotychczas podczas DN Galan pobito trzy rekordy świata. Impreza rozgrywana jest na Stadionie Olimpijskim.